# (17025) Pilachowski
(17025) Pilachowski (1999 ES5) – planetoida z pasa głównego asteroid okrążająca Słońce w ciągu 4,11 lat w średniej odległości 2,56 j.a. Odkryta 13 marca 1999 roku.